# Ефремов, Игорь Леонидович
И́горь Леони́дович Ефре́мов (23 апреля 1939, Воронеж — 4 января 2010, Москва) — советский и российский композитор, автор музыки для игровых и мультипликационных фильмов, популярных песен.

## Биография
Сын партийного деятеля Л. Н. Ефремова. Родился в Воронеже, в 1952—1958 годах жил в Курске, с 1958 года в Горьком, с 1963-го — в Москве.
Музыкальное образование:
- Горьковское музыкальное училище (1958—1961);
- Горьковская государственная консерватория имени М. И. Глинки (1961—1963 по классу фортепиано; 1970—1972 по классу композиции А. А. Нестерова[1]);
- Московская государственная консерватория имени П. И. Чайковского (1963—1969 по классу фортепиано и композиции).

Похоронен в Москве на Кунцевском кладбище.

## Музыкальные произведения
Автор инструментальных произведений и музыки к 80 художественным и мультипликационным фильмам. Эксперименты и аранжировки в стилистике блюза и кантри.

### Фильмография

#### Фильмы
- 1970 — Фитиль № 101. «Стандартный случай» (короткометражный)
- 1974 — Миллионерша (фильм-спектакль)
- 1976 — Огненный мост
- 1977 — Волшебный голос Джельсомино
- 1980 — Главный конструктор
- 1980 — Синдикат-2
- 1981 — На Гранатовых островах
- 1983 — Тайна виллы «Грета»
- 1984 — Лучшая дорога нашей жизни
- 1984 — Рыжий, честный, влюблённый
- 1984 — Тихие воды глубоки[3]
- 1985 — В. Давыдов и Голиаф (короткометражный)
- 1986 — В распутицу
- 1987 — Репетитор
- 1987 — Загадочный наследник
- 1987 — Питер Пэн
- 1989 — Женщины, которым повезло

#### Мультфильмы
- 1974 — Волшебник Изумрудного города:
  - «Элли в Волшебной стране». № 1
  - «Дорога из жёлтого кирпича». № 2
  - «Корабль старого моряка». № 7
  - «Солдаты-садоводы». № 8
- 1974 — Бим, Бам, Бом и волк
- 1976 — Осьминожки
- 1976 — Сон автолюбителя
- 1977 — Незнайка в Солнечном городе:
  - «Приключения трёх ослов. 6 серия»
  - «Удивительные подвиги. 7 серия»
  - «Снова вместе. 8 серия»
- 1977 — Весёлая карусель № 9. «За щелчок»
- 1977 — Про дудочку и птичку
- 1978 — Подарок для самого слабого
- 1979 — Вовка-тренер
- 1979 — Приезжайте в гости
- 1981 — Ничуть не страшно
- 1981 — Он попался!
- 1982 — Живая игрушка
- 1982 — Старуха, дверь закрой!
- 1983 — Змей на чердаке
- 1983 — Попался, который кусался!
- 1983 — Шалтай-болтай
- 1984—1990 — КОАПП
- 1988 — Влюбчивая ворона
- 1989 — Доктор Бартек и смерть
- 1989 — Сестрички-привычки
- 1990 — Проклятая книга
- 1991 — Преступление лорда Артура Сэвила
- 1991, 1993 — Умная собачка Соня
- 1993 — Капитан Пронин в космосе
- 1994—1995 — Семь дней с Морси

#### Эстрада
- Дорога в Изумрудный город (м/ф «Волшебник Изумрудного города»)
- Не спешите, дети, вырастать (к/ф «Питер Пэн»)
- Песня про Питера Пэна (к/ф «Питер Пэн»)
- Палка-палка-огуречик (м/ф «Осьминожки»)
- Песенка короля (к/ф «Волшебный голос Джельсомино»)
- Песня доносчика (к/ф «Волшебный голос Джельсомино»)
- Песня Кошки-Хромоножки (к/ф «Волшебный голос Джельсомино»)
- Песня Страхов (м/ф «Ничуть не страшно»)